# 極楽寺 (高知市)
極楽寺（ごくらくじ）は、高知県高知市新屋敷一丁目にある真言宗醍醐派の寺院。本尊は不動明王。四国三十六不動霊場第16番の札所になっている。
- 御詠歌：身代りと　たてし誓いの　不動尊　諸人の悩み　救いたまわん

## 概要
開山の喜道和尚が感得した不動明王が本尊で、身代り不動尊として信仰されている。

## 伽藍
- 本堂
- 護摩堂

## 交通アクセス
鉄道
- JR土讃線円行寺口駅より約0.5km

## 前後の札所
四国三十六不動霊場
15番 極楽寺 --(35km)-- 16番 極楽寺 --(9.5km)-- 17番 宗安禅寺